# Kranshoek
Kranshoek è una località costiera sudafricana situata nella municipalità distrettuale di Eden nella provincia del Capo Occidentale, non lontano dalla città di Plettenberg Bay.